# Крестинин, Кирилл Александрович
Кирилл Александрович Крестинин (21 января 2002, Краснодар) — российский футбольный тренер ФК "Худжанд", в прошлом футболист, полузащитник.

## Карьера
Является воспитанником Академии ФК «Краснодар». В 2018 году провёл около полугода в киргизском «Илбирсе», а затем выступал за молодёжный состав ФК «Чертаново». В 2020 году вернулся в «Илбирс», за который сыграл 9 матчей в чемпионате Кыргызстана. В феврале 2021 года перешёл в «Дордой», где выступал под руководством отца и провёл 21 матч, став по итогам сезона чемпионом Кыргызстана. Также провёл один матч на групповой стадии Кубка АФК 2021 против таджикского «Равшана». В феврале 2022 году стал игроком российского клуба «Муром», но за команду сыграл только один матч — 6 мая в домашнем матче второй лиги против петербургского «Динамо» (3:2) Крестинин вышел на замену на 90+3-й минуте вместо Никиты Голуба. 19 августа перешёл в белорусский «Минск», но уже через месяц покинул команду. Занялся обучением на тренера. В 2025 году был включен в тренерский штаб Александра Крестинина в качестве тренера по физподготовке в ФК "Барс". В июне покинул команду и перешел на работу в ФК "Худжанд".

## Семья
Сын известного тренера Александра Крестинина.

## Достижения
«Дордой»
- Чемпион Кыргызстана: 2021